# Assoziation revolutionärer bildender Künstler (Dresden)
Die Assoziation revolutionärer bildender Künstler Dresdens (Kurzform ASSO Dresden) war eine Ortsgruppe der Assoziation revolutionärer bildender Künstler Deutschlands und mit über 40 beteiligten Künstlern neben Berlin schon sehr bald der zweite Schwerpunkt der gesamten Organisation.

## Geschichte
Bald nach der Gründung der ASSO Deutschlands im März 1928, meldeten sich zahlreiche interessierte Künstler aus ganz Deutschland in Berlin, um der Vereinigung beizutreten. Diese wurden aufgefordert lokale Ortsgruppen zu bilden, um eine möglichst flächendeckende Verbreitung der Vereinigung zu erreichen.
In Dresden kam es bereits 1928 zu ersten Kontakten mit der Berliner Gruppe. Zunächst noch lose organisiert, formierte sich 1929 der Kern der Dresdner ASSO um Otto Griebel, Hans und Lea Grundig, Herbert Gute, Eugen Hoffmann. Werner Hoffmann, Wilhelm Lachnit, Alexander Neroslow, Kurt Schütze, Fritz Schulze und Eva Schulze-Knabe. Nach neueren Erkenntnissen und entgegen den zahlreichen Darstellungen in DDR-Veröffentlichungen zur Geschichte der Dresdner ASSO, in denen als Gründungsdatum Februar/März 1929 angegeben wird, fand die offizielle Gründung der ASSO in Dresden im Frühjahr 1930 statt.
Die Ortsgruppe Dresden war primär ein kunstpolitischer Zusammenschluss ohne eigene Ausstellungen. Zahlreiche Künstler aus dem Umfeld der ASSO stellten allerdings wiederholt bei Josef Sandel in der Galerie Junge Kunst in Dresden aus. Die ASSO Dresden veranstaltete Diskussionen mit bis zu 200 Besuchern und Themenausstellungen in Warenhäusern (z. B. Frau in Not). Die Künstler der ASSO entwarfen und produzierten im Dienste der KPD Plakate, Flugblätter und Spruchbänder für politische Aktionen. Für Agitpropgruppen und Aufführungen des Arbeitertheaters erstellten sie Bühnenbilder und Plakate. Sie traten selber als Schnellzeichner auf, die auf Zuruf aus dem Publikum, aktuelle Ereignisse aus Politik und Wirtschaft als Karikatur malten. In der Marxistischen Arbeiterschule (MASCH) wurden interessierte Laien durch Künstler der ASSO im Entwerfen und Gestalten von Propagandamaterial geschult.
Die ASSO Dresden umfasste rund 40 Mitglieder, darunter zahlreiche Studenten der Kunstakademie Dresden. Nach der Machtergreifung der Nationalsozialisten wurde die Gruppe 1933 verboten. Einige der Mitglieder, die den Zweiten Weltkrieg überlebten, führten in der Künstlergruppe Das Ufer stilistisch die Tradition der 30er-Jahre fort. Sie beeinflussten damit die Kunstentwicklung in der späteren DDR.

## Zeitschriftstoß von links
Die Gruppe gab die Zeitschrift stoß von links heraus. Diese erschien vom Februar 1931 bis zur Einstellung im November/Dezember 1932 mit neun Ausgaben. Dabei wurde insbesondere mit dem Bund Proletarisch-Revolutionärer Schriftsteller, dem Sozialistischen Studentenbund, dem Bund Sozialistischer Geistesarbeiter und der Marxistischen Arbeiterschule zusammengearbeitet. Neben Textbeiträgen veröffentlichte das Blatt auch politische Grafiken von ASSO-Mitgliedern, u. a. von Otto Griebel, Fritz Schulze, Eva Schulze-Knabe und Wilhelm Lachnit.
1982 verlegte das Zentralantiquariat der DDR in Leipzig einen kompletten Nachdruck.

## Mitglieder
- Otto Rischbieter
- Ernst Oscar Albrecht
- Karl von Appen (Mitglied seit 1932)
- Theo Balden (Mitglied seit 1929)
- Rudolf Bergander (Mitglied seit 1930)
- Ernst Bursche
- Gert Caden
- Hans Christoph (Mitglied seit 1932)
- Hanns Diettrich (Mitglied seit 1930)
- Wilhelm Dodel (1907–1944, in Grustinja/Russland gefallen)
- Siegfried Donndorf
- Gottfried Fabian (1905–1984)
- Ernst Hermann Grämer
- Otto Griebel (Mitbegründer)
- Hans Grohmann (am 26. Mai 1933 im Calcumer Wald bei Duisburg von der SS ermordet)
- Curt Großpietsch (1893–1980, Mitglied seit 1930)
- Hans Grundig (Mitbegründer)
- Lea Grundig (Mitbegründerin)
- Herbert Gute (Leiter der Ortsgruppe)
- Martin Hänisch (Mitglied seit 1929)
- Roland Hettner
- Erhard Hippold
- Gussy Hippold-Ahnert
- Eugen Hoffmann (Mitbegründer)
- Werner Hofmann (Mitglied seit 1929)
- Willy Illmer (1899–1968, Mitbegründer)
- Willy Jahn (1898–1973)
- Hans Jüchser (Mitglied seit 1930)
- Waldo Köhler (1909, Mitglied seit 1929)
- Wilhelm Lachnit (Mitbegründer)
- Erna Lincke (Dresden)
- Gerhard Meyer
- Max Möbius (1901–1978, Mitglied seit 1929)
- Horst Naumann (Grafiker)
- Alexander Neroslow (1891–1971, Mitbegründer)
- Curt Querner (Mitglied seit 1930)
- Reinhold Rossig (1903, Mitglied seit ca. 1930)
- Kurt Schütze (Mitbegründer)
- Fritz Schulze (Mitbegründer, 1942 in Plötzensee hingerichtet)
- Eva Schulze-Knabe (Mitbegründerin)
- Martin Schuster (1875–1953)
- Fritz Skade (Mitglied seit 1930)
- Gerhard Sperling (1908–1975)
- Walter Sperling (1890–1941, 1941 bei Stalingrad vermisst)
- Martin Steinert (1902–1960, Mitglied seit 1929)
- Otto Winkler
- Willy Wolff (Mitglied seit 1930)

## Weblink
- https://zdb-katalog.de/title.xhtml?idn=010392440&view=brief Bibliotheks-Bestandsliste stoß von links